# Dominio applicativo
In ingegneria del software e in altre discipline informatiche, per dominio applicativo (o dominio del problema) s'intende il contesto in cui opera un'applicazione, specie con riferimento alla natura e al significato delle informazioni da manipolare.
Nei modelli e metodi di sviluppo del software più diffusi, l'analisi del contesto operativo di un'applicazione (detta analisi del dominio) risulta essenziale per l'analisi dei requisiti.